# Dana Vávrová
Dana Vávrová, née à Prague le 9 août 1967, morte à Munich le 5 février 2009, est une actrice et réalisatrice germano-tchécoslovaque puis tchèque.

## Biographie
Elle joue dans un premier film à l'âge de neuf ans, dans un rôle secondaire, avant d'avoir, trois ans plus tard, le rôle principal dans Ein Stück Himmel (en), une série sur Janina David (en), rescapée de la Shoah, ce qui lui valut plusieurs récompenses, dont le Goldene Kamera et le prix Adolf-Grimme.
Parallèlement à sa carrière d'actrice, elle reçut l'enseignement du conservatoire de Prague de 1981 à 1985, et après avoir participé à plusieurs films, dont Amadeus, elle eut le rôle principal dans Journal d'une paysanne, réalisé par Joseph Vilsmaier, qu'elle avait rencontré sur le tournage de Ein Stück Himmel (en), où il était parfois directeur de la photographie, et qui deviendra son époux et le père de ses trois filles. Pour ce rôle, de concert avec Werner Stocker, elle remporta le Bayerischer Filmpreis et le Deutscher Filmpreis. 
Morte d'un cancer du col utérin à l'âge de 41 ans, elle était récipiendaire de l'ordre du Mérite de la République fédérale d'Allemagne.

## Filmographie

### Comme actrice
- 1977 : Long Live Ghosts! (en) (Ať žijí duchové!) d'Oldřich Lipský : Leontýnka Brtník of Brtník
- 1978 : Kulový Blesk
- 1980 : Arabela (en), série télévisée de Václav Vorlíček, épisode Little Red Riding Hood
- 1982 : Un carré de ciel (de), série télévisée de Franz Peter Wirth
- 1984 : Amadeus de Milos Forman : une actrice tchécoslovaque
- 1988 : Inspecteur Derrick, série télévisée de Herbert Reinecker : Bettina Rudolf
- 1988 : Pan Tau, série télévisée, un épisode de Jindřich Polák : Alena
- 1989 : Journal d'une paysanne (Herbstmilch) de Joseph Vilsmaier : Anna Wimschneider née Traunspurger
- 1993 : Stalingrad de Joseph Vilsmaier : Irina
- 1995 : Frère sommeil (Schlafes Bruder) de Joseph Vilsmaier : Elsbeth
- 1997 : Comedian Harmonists de Joseph Vilsmaier : Ursula Bootz
- 2000 : The Conception of My Younger Brother (en) de Vladimír Drha : Marie
- 2002 : Zatracení (en) de Dan Svátek : Michaela Holubová
- 2004 : Bergkristall (en) de Joseph Vilsmaier : Suzanne

### Comme réalisatrice
- 1997 : Hunger - Sehnsucht nach Liebe (de)
- 2000 : Der Bär ist los! (de)
- 2006 : Le Dernier Train (Der latste Zug) co-réalisé avec Joseph Vilsmaier